# De vliegende koffer

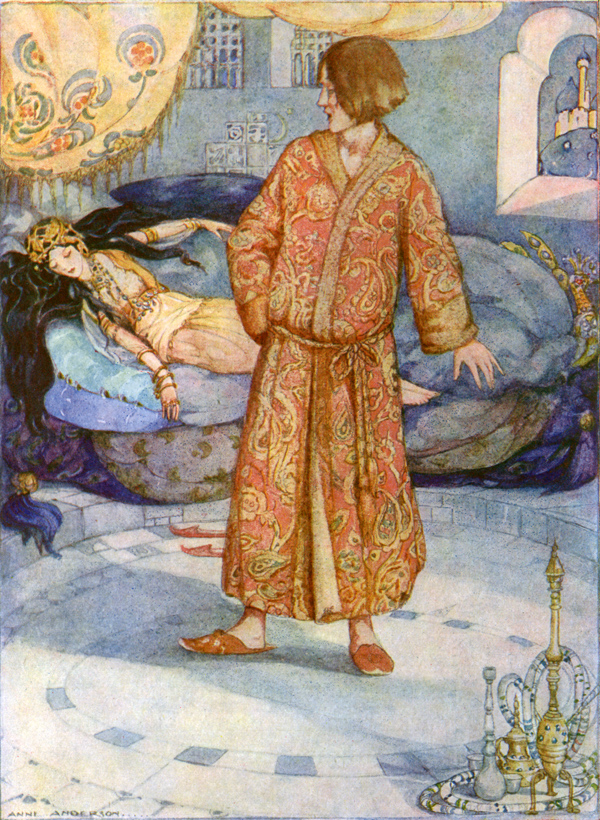
De koopmanszoon ziet de slapende prinses, Anne Anderson (1874-1930)

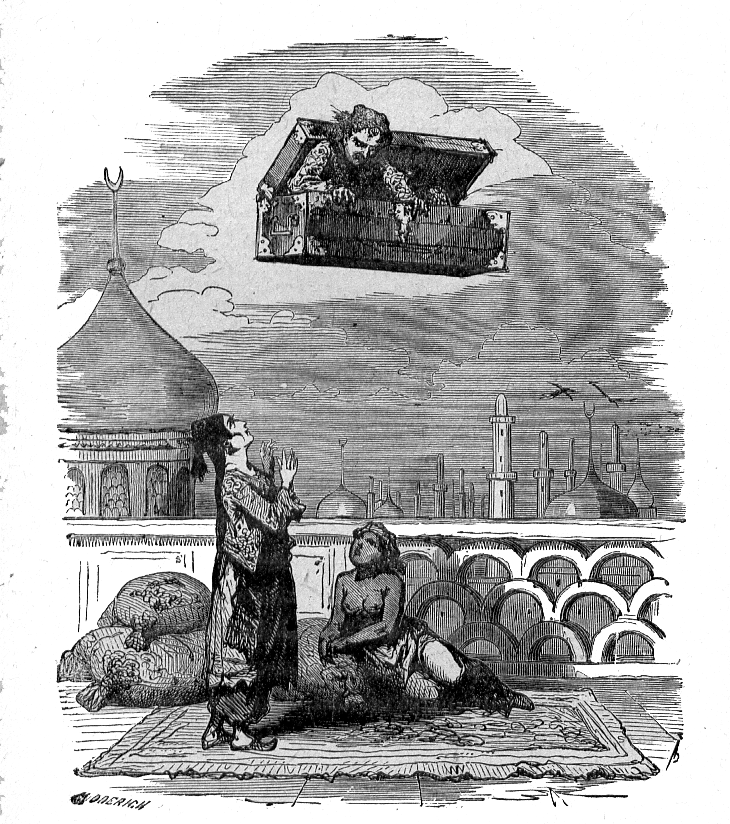
De vliegende koffer, Albert d'Arnoux

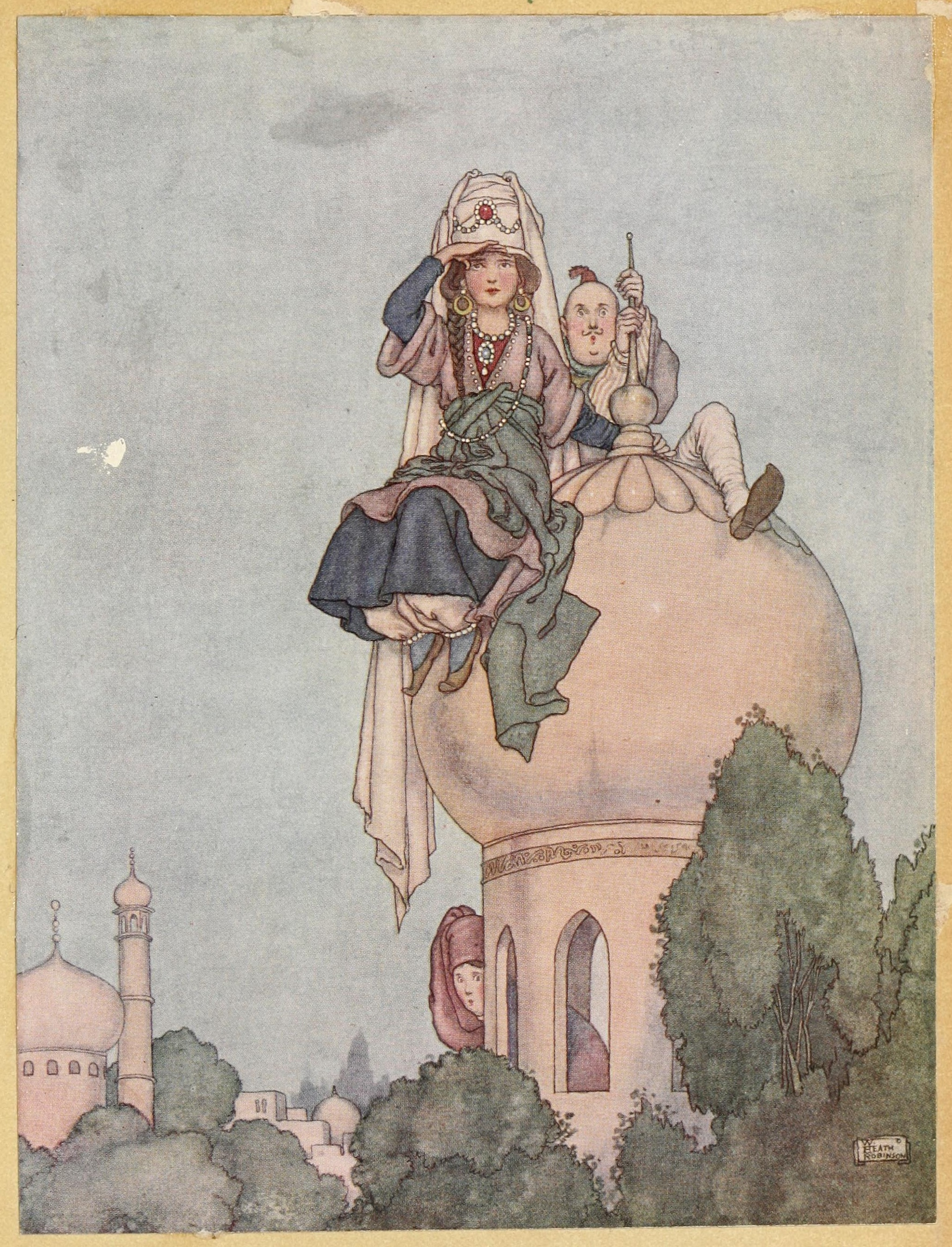
De prinses wacht op de terugkeer van haar man, 1913

De vliegende koffer (oorspronkelijke titel: Den flyvende Kuffert) is een sprookje van Hans Christian Andersen. Het verscheen voor het eerst in 1839.

## Het verhaal
Een rijke koopman krijgt een daalder voor elke stuiver die hij uitgeeft, zijn zoon erft het geld. Hij gaat naar gemaskerde bals en maakt vliegers van bankbiljetten. Hij houdt slechts tien stuivers over en zijn vrienden kijken niet meer naar hem om. De jongen bezit slechts zijn pantoffels en kamerjas. Van de trouwste vriend krijgt hij een koffer en omdat hij niets bezit, gaat hij er zelf in zitten. De jongen vliegt door de schoorsteen en komt in het land van de Turken terecht. Hier valt hij niet op, iedereen loopt in kamerjas en pantoffels.
De jongen hoort over een prinses die opgesloten is. Er is voorspeld dat ze een ongelukkige liefde zal hebben. De jongen vliegt in zijn koffer naar de slapende prinses en kust haar. Hij vertelt de Turken god te zijn en de prinses gelooft hem. De jongen vertelt verhalen, ook over de ooievaars die kinderen brengen. Hij vraagt de prinses ten huwelijk en ze stemt toe. De jongen wordt uitgenodigd als de koning en koningin bij haar op theevisite zijn en hij moet dan een sprookje vertellen.
De jongen belooft als bruidsgeschenk een sprookje en krijgt een gouden sabel van de prinses. De jongen koopt een nieuwe kamerjas en gaat naar de theevisite. Hij vertelt een sprookje over een bos zwavelstokjes, die van een pijnboom zijn gemaakt. De zwavelstokjes vertellen een pan en tondeldoos over hun jeugd. De pan vertelt over een turfmand die praat over politiek en een oude vrijzinnige pot die in stukken brak. De pot vertelt ook een verhaal en de bezem schikt peterselie aan de rand van de pot.
Er is eigenbelang in het spel, de bezem wil de volgende dag bekranst worden door de pot. De theepot weigert te zingen, omdat ze niet bij meneer en mevrouw op tafel staat. De inktpot vertelt dat de nachtegaal mooier zingen kan en de theeketel vindt dit niet vaderlandslievend. De turfmand wil het huis op stelten zetten en dan komt het dienstmeisje binnen. Ze maakt vuur met de zwavelstokjes en die vinden dat iedereen nu kan zien dat zij de voornaamsten zijn.
De koning en koningin vonden het sprookje mooi en de jongen mag over enkele dagen met hun dochter trouwen. De koopmanszoon koopt vuurwerk en neemt dit mee in zijn koffer. De mensen hebben nog nooit zoiets gezien en ze verklaren de Turkengod gezien te hebben. De jongen ontdekt dan dat de koffer door het vuurwerk is verbrand en kan nu niet meer bij zijn bruid komen. De prinses wacht de hele dag op het dak en tot op de dag van vandaag blijft ze wachten. De jongen trekt de wereld door en vertelt sprookjes, maar ze zijn niet meer zo vrolijk als dat van de zwavelstokjes.

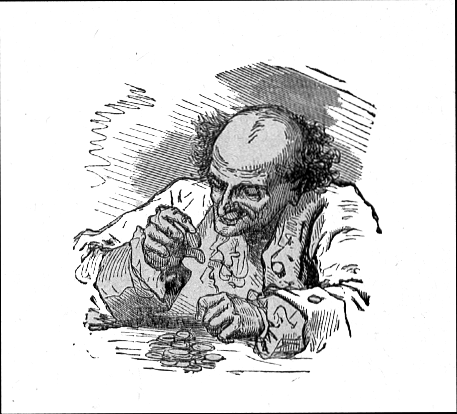
De rijke koopman
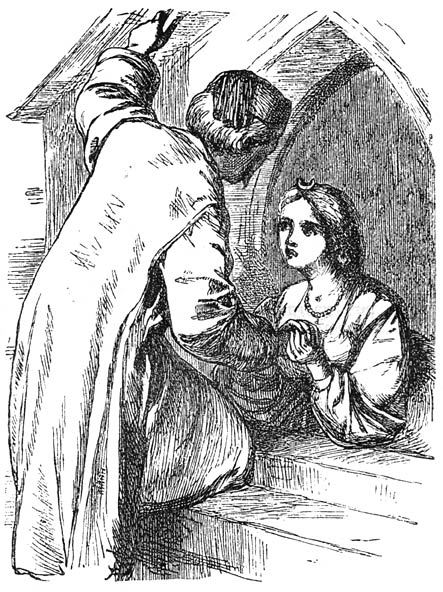
De jongen en de prinses
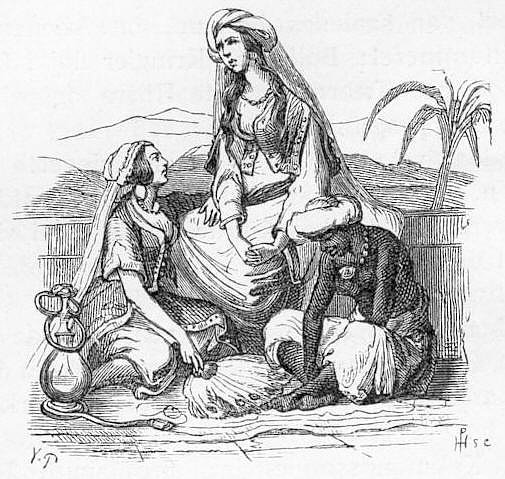
De prinses wacht op haar bruidegom